# 塔洛斯穹
73°0′S 158°0′E / 73.000°S 158.000°E
塔洛斯穹（Talos Dome），是南極洲的冰穹，位於奧次地，屬於烏薩爾普山脈的一部分，海拔高度2,300米，以希臘神話的塔羅斯命名，現時由南極條約體系管理。